# Polyphron von Pherai
Polyphron (altgriechisch Πολύφρων Polýphrōn; † 369 v. Chr.) war ein Tyrann von Pherai in Thessalien.
Polyphron war ein Bruder des Tyrannen Jason, dem er nach dessen Ermordung 370 v. Chr. gemeinsam mit seinem dritten Bruder Polydoros in der Tyrannis wie auch im Amt des tagos von Thessalien nachfolgte. Noch im selben Jahr ermordete er Polydoros und konnte somit die Alleinherrschaft übernehmen. Polyphron beabsichtigte seine Tyrannis über ganz Thessalien auszudehnen, indem er unter anderem in Pharsalos den alten Gegner Polydamas und acht seiner Anhänger ermorden und in Larisa mehrere vornehme Bürger vertreiben ließ.
Nur ein Jahr darauf wurde Polyphron von seinem Neffen Alexandros ermordet. Laut Diodor starb er durch Gift, nach Plutarch mittels eines Speers, den Alexandros anschließend der Göttin Tyche geweiht habe.